# HEPES
L'HEPES (ou acide 4-(2-hydroxyéthyl)-1-pipérazine éthane sulfonique) est un composé organique zwitterionique, couramment utilisé sous forme de solution tampon en biochimie. Il fait partie des tampons de Good. Depuis les travaux de Good en 1966, il est largement préféré au tampon bicarbonate pour la culture cellulaire en raison d'une meilleure stabilité au pH physiologique.
Contrairement aux tampons phosphates et bicarbonates, la dissociation de l'HEPES dans l'eau diminue lorsque la température diminue aussi, ce qui privilégie son utilisation comme solution tampon pour maintenir la structure et la fonction d'enzymes à basse température.